# Nasza klasa (dramat)
Nasza klasa : historia w XIV lekcjach – dramat Tadeusza Słobodzianka, po raz pierwszy w czytaniu zaprezentowany podczas lubelskich „Konfrontacji Teatralnych” w 2008 roku. Prapremiera sztuki odbyła się The National Theatre w Londynie w reżyserii Bijana Sheibani. To najczęściej grana obecnie za granicą sztuka polskiego autora. Polską premierę sztuki w reżyserii Ondreja Spišaka nagrodzono Feliksem Warszawskim 2011. W 2012 r. budapesztańska „Nasza klasa” w reżyserii Gabra Mate otrzymała Nagrodę Krytyków Teatralnych za najlepszy spektakl sezonu na Węgrzech, w Tokio zdobyła Wielką Nagrodę Teatralną Yomiuri za najlepszy spektakl 2013, na Litwie nagrodę krytyków za najlepsze przedstawienie sezonu (Yana Ross za reżyserię spektaklu w Wilnie zdobyła tytuł reżysera sezonu). Spektakl wystawiony w Teatrze Galeasen (reżyseria Natalie Ringler) zwyciężył w kategorii „teatr” i został nominowany do nagrody kulturalnej roku szwedzkiego dziennika Dagens Nyheter. W 2015 roku „Nasza klasa” w koprodukcji Habimy i Cameri została wyróżniona Izraelską Nagrodą Teatralną, przyznawaną dla najlepszej sztuki zagranicznej wystawionej w Izraelu, nagrodę otrzymał także Hanan Snir za reżyserię. W Rumunii spektakl Teatru Narodowego w Klužu-Napoce w reżyserii László Bocsárdi zdobyła nagrodę za najlepszy spektaklu 2015 roku na Gala Uniter.
Nasza klasa to, przedstawiona w czternastu epizodach, opowieść o grupie szkolnych przyjaciół na tle wielkich wydarzeń historycznych w XX-wiecznej Polsce. Za utwór ten Tadeusz Słobodzianek otrzymał Nagrodę Literacką Nike 2010. W 2010 roku dramat został wybrany jako jedna z najlepszych europejskich sztuk sezonu przez European Theatre Convention.

## Treść
Akcja sztuki rozpoczyna się w roku 1925, a kończy się w czasach współczesnych. Główną linią podziału między bohaterami, zaczynającą mieć szczególne znaczenie zwłaszcza na tle wydarzeń II wojny światowej, jest przynależność religijno-kulturowa. Tytułową klasę stanowią bowiem dzieci polskie i żydowskie. Bohaterowie reprezentują rozmaite postawy życiowe i, wplątani w różne zawirowania historyczne, stają się ofiarami (gwałty i mordy na Żydach), katami (sprawcy pogromów, donosiciele w okresie PRL-u) lub też ludźmi sukcesu (Abram Piekarz, który emigruje do Stanów Zjednoczonych i już jako Abram Baker łamaną polszczyzną pisze do kolegów listy, w których widać, jak bardzo nie rozumie ich sytuacji).

### Osoby dramatu
- Dora (1920–1941)
- Zocha (1919–1985)
- Rachelka, po przejściu na katolicyzm – Marianna (1920–2002)
- Jakub Kac (1919–1941)
- Rysiek (1919–1942)
- Menachem (1919–1975)
- Zygmunt (1918–1977)
- Heniek (1919–2001)
- Władek (1919–2001)
- Abram (1920–2003)[4]

## Interpretacja
Utwór należy do grupy dramatów napisanych po warsztatach Laboratorium Dramatu w Nasutowie pod Lublinem (lipiec 2007). Tematem przewodnim warsztatów była historia lubelskich Żydów. Po raz pierwszy został zaprezentowany publiczności podczas czytania na festiwalu teatralnym „Konfrontacje”, którego trzynasta edycja odbyła się w Lublinie w dniach 8–12 października 2008 i która cała poświęcona była tematyce żydowskiej oraz stosunkom polsko-żydowskim. W związku z tym Nasza klasa bywa najczęściej interpretowana jako utwór historyczny, odnoszący się przede wszystkim do historii stosunków polsko-żydowskich i ich miejsca w najnowszej historii Polski.
Można jednak Naszą klasę interpretować również bardziej uniwersalnie jako utwór o mechanizmach rządzących jednostkami ludzkimi i całymi społeczeństwami. Jest to bowiem sztuka o wzajemnym niezrozumieniu lub też braku chęci zrozumienia drugiego człowieka, co prowadzi do tragedii o różnej skali – od kłótni na szkolnej akademii aż do pogromów i wojen. Jak twierdzi Kalina Zalewska, „(...) Nasza klasa nie jest rekonstrukcją. Bazując na wątkach i postaciach autentycznych, dąży do uogólnienia. (...) Wszyscy bohaterowie wydają się tu godni współczucia (...)”.

## Inscenizacje i publikacje

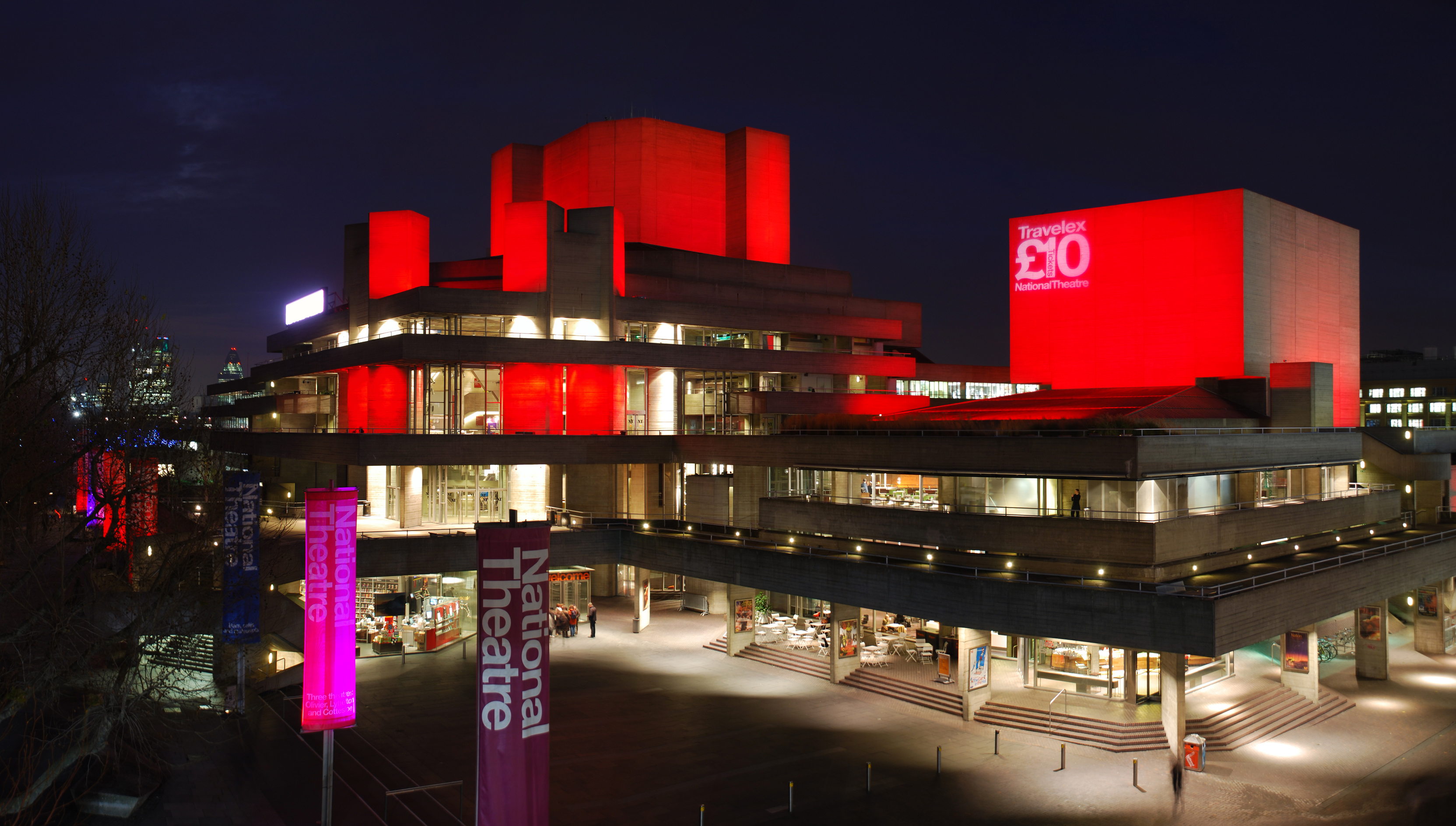
Royal National Theatre w Londynie, gdzie miała miejsce światowa prapremiera Naszej klasy Tadeusza Słobodzianka

- 23 września 2009 odbyła się premiera Naszej klasy w Royal National Theatre w Londynie. Angielski przekład zaadaptował Ryan Craig (angielski tytuł Our Class), a przedstawienie zrealizował brytyjsko-irański reżyser teatralny, Bijan Sheibani[6][7].
- W 2009 wydawnictwo słowo/obraz terytoria opublikowało dramat Słobodzianka w ramach serii wydawniczej „Dramaty do czytania” (ISBN 978-83-7453-956-2).
- Od 16 października 2010 Nasza klasa była wystawiana w warszawskim Teatrze na Woli (w reżyserii Ondreja Spišaka); po połączeniu Teatru na Woli z Teatrem Dramatycznym – na Scenie na Woli im. Tadeusza Łomnickiego.
- 7 kwietnia 2011 roku Naszą klasę wystawił teatr Studio 180 w Toronto (reżyseria Joel Greenberg)[8]
- 12 czerwca 2011 roku w Hiszpanii Naszą klasę wystawił Teatre Lliure de Gràcia (reżyseria Carme Portaceli)[9]
- Od 7 października 2011 sztuka była wystawiana w Teatrze Katona w Budapeszcie (tłumaczenie: Patrícia Pászt, reżyseria: Gábor Máté).
- W październiku-listopadzie 2011 Nasza klasa była wystawiana przez Wilma Theater w Filadelfii (reż. Blanka Zizka)[10].
- W październiku 2011 w USA Nasza klasa została wystawiona przez Minnesota Jewish Theatre Company (reż. Miriam Monash)
- 18 maja 2012 roku odbyła się premiera w Teatrze Bungaku-za w Tokio (reżyseria Hisao Takase)
- 4 czerwca Naszą klasę wystawił Teatro Sala Uno (reż. Michael Gieleta)
- W październiku-listopadzie 2012 przez Theater J w Waszyngtonie[11], w kwietniu-maju 2014 przez Remy Bumppo Theatre Company w Greenhouse Theater Center w Chicago[12].
- 9 listopada 2012 miała miejsce premiera spektaklu dyplomowego Nasza klasa, zrealizowanego przez studentów Państwowej Wyższej Szkoły Teatralnej w Krakowie, Filii we Wrocławiu, w reżyserii Łukasza Kosa.
- Od 12 grudnia 2012 sztuka była wystawiana w Divadlo Komedie w Pradze (tłumaczenie: Eva Bergerová, reżyseria: Jan Novotný)[13].
- 6 kwietnia 2013 odbyła się premiera w Son of Semele Ensemble w Los Angeles (reż. Matthew McCray)
- 10 kwietnia 2013 Naszą klasę wystawił teatr PICT w Pittsburghu (reż. Aoife Spillane-Hinks)
- 27 września 2013 Naszą klasę wystawił Teatr Galeasen w Sztokholmie (reż Natalie Ringler)[14]
- 19 lipca 2013 premiera w São Paulo w teatrze Núcleo Experimental (reż. Zé Henrique de Paula)[15]
- 20 września 2013 premiera w Litewskim Narodowym Teatrze Dramatycznym w Wilnie (reż. Yana Ross)[16]
- 8 lutego 2014 Naszą klasę w koprodukcji wystawiły teatry Cameri i Habima w Tel Awiwie (reż. Hanan Snir)[17]
- 2 kwietnia 2014 roku sztukę Słobodzianka wystawił Remy Bumppo Theatre Company w Chicago (reż. Nick Sandys)[18]
- 30 kwietnia 2014 Naszą klasę wystawił Teatar za deca i mladinci w Skopje (reż. Vladimir Milczin)[19]
- 5 września 2015 premiera w Norweskim Teatrze Narodowym w Oslo (reż. Oskaras Koršunovas)[20]
- 19 września 2015 premiera w Miejskim Teatrze w Helsingborgu (Anja Susa)[21]
- 15 listopada 2015 premiera Kamerni Teatat w Sarajewie (reż. Dino Mustafić)[22]
- 11 grudnia 2015 premiera w Narodowym Teatrze w Klužu-Napoce w reżyserii László Bocsárdi[23]
- 27 stycznia premiera w CineTeatro La Perla w Neapolu (reż. Massimiliano Rossi)[24]
- 5 lutego 2016 premiera w Weöres Sándor Színház (reż. Lukáts Andor)[25]
- 26 lutego 2016 premiera w Cyprus Theatre Organisation w Limasol (reż.Giannis Kalavrianos)[26]
- Nasza Klasa wystawiona przez gimnazjalistów ze Społecznej Szkoły Podstawowej Milanowskiego Towarzystwa Edukacyjnego (reż. Iwona Dornarowicz) zajęła I miejsce w VI Festiwalu Teatrów Młodzieżowych na Mazowszu o tematyce „Drogi do Wolności”[27]
- 14 października 2016 premiera w Teatrze Wachtangowa w Moskwie (przekład: Irina Adelheim, reż. Natalya Kovaleva)[28]
- 27 stycznia 2017 premiera w Teatrze Narodowym w Miszkolcu na Węgrzech[29]
- 2 lutego 2017 premiera spektaklu grupy teatralnej Cie Retour D'Ulysse w Paryżu[30]
- 3 lutego 2017 premiera w La Giostra w Neapolu[31]
- 27 kwietnia 2017 premiera w Narodowym Teatrze Grecji w Atenach (tłumaczenie: Eri Kyrgia, reż. Takis Tzamargias)[32]
- 1 czerwca 2017 premiera w Teatrze Szkéné w Budapeszcie[33]
- W październiku 2017 premiera w Royal District Theatre w Gruzji[34]
- 24 marca 2018 premiera koprodukcji Prešeren Theatre Kranj i Mini teater w Lublanie[35]
- 8 kwietnia 2018 premiera w Teatrze Polárka w Brnie[36]
- 8 listopada 2018 premiera w Davis Performing Arts Center w Goergetown[37]
- 24 maja 2019 premiera w Teatrze im. Stefana Jaracza w Olsztynie[38]
- 5 grudnia 2019 premiera w Klaipėdos dramos teatras w Kłajpedzie[39]
- 9 września 2021 premiera teatru Ensemble Integral w Kolonii[40]
- 9 kwietnia 2023 premiera w Teatrze Narodowym w Belgradzie[41]
- 2 czerwca 2023 premiera na Korean Theatre Festival w Seulu[42]
- 18 stycznia 2024 premiera Arlekin Players Theatre w Brooklyn Academy of Music w Nowym Jorku[43]

## Kontrowersje
Niektórzy krytycy zarzucali utworowi antypolonizm, a nawet rasizm (żydowscy bohaterowie to osoby światłe, kulturalne i zainteresowane wiedzą, natomiast Polacy to morderca, gwałciciel, ksiądz-pedofil oraz nierozgarnięty prymityw) oraz relatywizowanie zbrodni powojennego aparatu represji.